# Pontiac New Series
Der Pontiac 6-27 / New Finer 6-27 / New Series 6-28 war ein Mittelklasse-PKW, der erste Wagen, der 1926 von Pontiac, einer Marke von General Motors, herausgebracht wurde.
Im ersten Produktionsjahr hieß das Modell nur Pontiac Series 6-27, wurde am 1. März 1926 als erster Pontiac herausgebracht und war nur als 2-türiges Coupé mit zwei Sitzen oder 2-türige Limousine mit fünf Sitzen erhältlich. Es war mit einem seitengesteuerten Sechszylinder-Reihenmotor mit 3.057 cm³ Hubraum ausgestattet, der 40 bhp (29 kW) bei 2.400 min−1 abgab. Die Motorkraft wurde über eine Einscheiben-Trockenkupplung, ein Dreiganggetriebe mit Mittelschaltung und eine Kardanwelle an die Hinterräder weitergeleitet. Nur die Hinterräder waren mechanisch gebremst. Alle Räder hatten Holzspeichen.
Mitten im Modelljahr, im August 1926, kamen als weitere Aufbauten Landaulets mit 2 oder 4 Türen und jeweils fünf Sitzplätzen dazu. Die Wagen wurden als „Modell 1927“ verkauft.
Im Januar 1927 erschienen dann die echten 1927er-Modelle. Die Wagen hatten verbesserte Kotflügel vorne. Um den Kunden anzuzeigen, dass es sich um ein neues Modell handelte, nannte man es New Finer 6-27. Ein 2-türiger Roadster und ein 2-türiges Cabriolet kamen als neue Aufbauten dazu. Technisch änderte sich nichts.
Erneut gab es kleine Änderungen mitten im Modelljahr. Die Modelle ab Juli 1927 hatten einen etwas kleineren Benzintank und wurden als „Modell 1928“ angepriesen.
Überarbeitet erschien das Modell New Series 6-28 im Januar 1928. Der Kühler war etwas niedriger ausgefallen und die Karosserieformen waren fließender. Die Landaulets wurden in „Sportlimousine“ umbenannt und es kam als weiterer Aufbau ein 4-türiger Phaeton dazu.
Im Juni 1928 gab es, wie gewohnt, eine Überarbeitung. Der Motor bekam einen anderen Vergaser und leistete jetzt 48 bhp (35 kW) bei 2.850 min−1. Die Fahrzeuge wurden als „Modell 1929“ vermarktet.
Im Folgejahr ersetzte das Modell Big Six die „New Series“. In 3 Jahren waren ca. 414.000 Wagen entstanden.